# Rafael Python 5
Python 5 — израильская ракета класса «воздух-воздух», разработанная компанией Rafael Armament Development Authority на базе Rafael Python 4, де-факто — улучшение характеристик за счет применения новой элементной базы, совершенствования алгоритмов отстройки от помех на базе проверенного корпуса, аэродинамики, двигателя и боевой части. В отличие от схожей по размерам Р-73 обладает более развитыми дестабилизаторами и крылом.
В 2003 году была впервые продемонстрирована на авиасалоне в Ле Бурже. Производится израильской компанией Rafael. Состоит на вооружении более 15 стран мира.
Имеет двухдиапазонную тепловизионную головку самонаведения (судя по рекламным картинкам — в оптическом и дальнем-ИК (8-13 мкм) диапазонах) выполненную в виде многоэлементной матрицы, расположенной в фокус объектива (т. н. Focal Plane Array (FPA), цифровой автопилот. Сочетание электро-оптического и тепловизионного наведения вкупе с высоким разрешением матрицы позволяет успешно селектировать и поражать малозаметные цели (вертолеты и БПЛА), что подтверждается кадрами уничтожения БПЛА Ababil «Хезболлы» в ходе ливанской войны в августе 2006 г. Эти малоскоростные и маловысотные (крейсерская скорость 160 км/ч, максимальная — 300 км/ч, высота до 3000/5500 м (с двигателем 30 л. с.) БПЛА оснащались подвесными НАР (нагрузка до 100 кг) или фугасной БЧ 45 кг и использовались как крылатые ракеты, представляя серьёзную и трудно обнаруживаемую угрозу.
В рекламных проспектах представляется как «революционная ракета с полносферической зоной поражения» (Full-sphere), подразумевая высокую маневренность вплоть до возможности изменить направление полета на обратное (вероятнее всего — за счет газодинамического управления, как на Р-73), — и захвата цели после пуска и манёвра (lock-on-after launch (LOAL) ), что в интенсивных ближних боях может привести к поражению союзнических ЛА). Самим производителем не публикуются данные о тяговых возможностях, располагаемых перегрузках Python-5, дальности пуска, скоростных и маневровых параметрах целей, ограничиваясь фразами «передовая ИНС», «5 поколение ГСН», «изощренная система отстройки от помех», «уникальные аэродинамика и мощный двигатель», «радиус действия вплоть до ближней границы зоны вне визуальной видимости (Beyond Visual Range)», поэтому тактико-технические данные приведены из публичных источников.
Ракетой оснащаются самолеты F-15, F-16, F/A-18, F-5, Кфир, HAL Tejas. Применяется в составе ЗРК SPYDER (Surface-to-air PYthon and DERby), вместе с ракетами Derby .

## Тактико-технические характеристики
- Масса ракеты: 103 кг
- Масса БЧ: 11 кг
- Длина ракеты: 3,1 м
- Диаметр корпуса: 160 мм
- Размах крыльев: 640 мм
- Скорость полёта: до 4 М (при пуске с самолёта на сверхзвуковой скорости в переднюю полусферу по неманеврирующей цели)
- Максимальная дальность пуска: 20 км (для SPYDER — от 1 до 15 км и до 9 км по высоте[6])
- Максимальная располагаемая перегрузка — 70g
- Система наведения: тепловизионная ГСН с матрицей 320×240 пикселей
- Угол отклонения координатора от продольной оси — 100—110° (вместе с углом манёвра за счет газодинамического управления сразу после пуска)
- Функция «захват цели после пуска» (Lock-On After Launch)
- Время работы двигателя — 4 сек в стартовом режиме (18 кН) и 18 сек в маршевом режиме (7 кН)